# 浄化槽設備士に係る講習等に関する省令
浄化槽設備士に係る講習等に関する省令（じょうかそうせつびしにかかるこうしゅうとうにかんするしょうれい）は、2001年（平成13年）9月28日に、日本国の浄化槽法に基づき国土交通省・環境省令第4号として公布された省令である。浄化槽設備士の講習等を規定している。